# Ręczno (wieś)
Ręczno – wieś gminna w Polsce, położona w województwie łódzkim, w powiecie piotrkowskim, w gminie Ręczno. Miejscowość jest siedzibą gminy Ręczno.
Wieś duchowna Rączno, własność klasztoru norbertanów w Witowie położona była w końcu XVI wieku w powiecie piotrkowskim województwa sieradzkiego.
W latach 1975–1998 miejscowość administracyjnie należała do województwa piotrkowskiego.
Przez wieś przebiega droga wojewódzka nr 742.
W Ręcznie znajdują się m.in. ośrodek sportowy, przy którym znajduje się stadion piłkarski, oraz szkoła podstawowa i gimnazjum, przy których w ostatnim czasie został dobudowywany obiekt sportowy. Znajdują się tu także cmentarz oraz kościół.
Nazwa miejscowości według podania pochodzi z okresu panowania Kazimierza Wielkiego, który został powitany słowami „Raczno gościć Cię u nas Panie”. W późniejszym okresie używano nazwy Ręczno. Ostatecznie miejscowość przyjęła nazwę Ręczno.
Do atrakcji turystycznych należy kościół parafialny pw. Najświętszej Marii Panny Pocieszenia i św. Stanisława. Pierwsze wzmianki o parafii Ręczno pochodzą z roku 1399.
Kompleks leśny Sadykierz o powierzchni 3300 ha oraz położenie w okolicy doliny Pilicy nadają wsi charakter letniskowy. Na zboczach najwyższego wzniesienia, Czartorii (264 m n.p.m.) utworzono rezerwat Wielkopole.

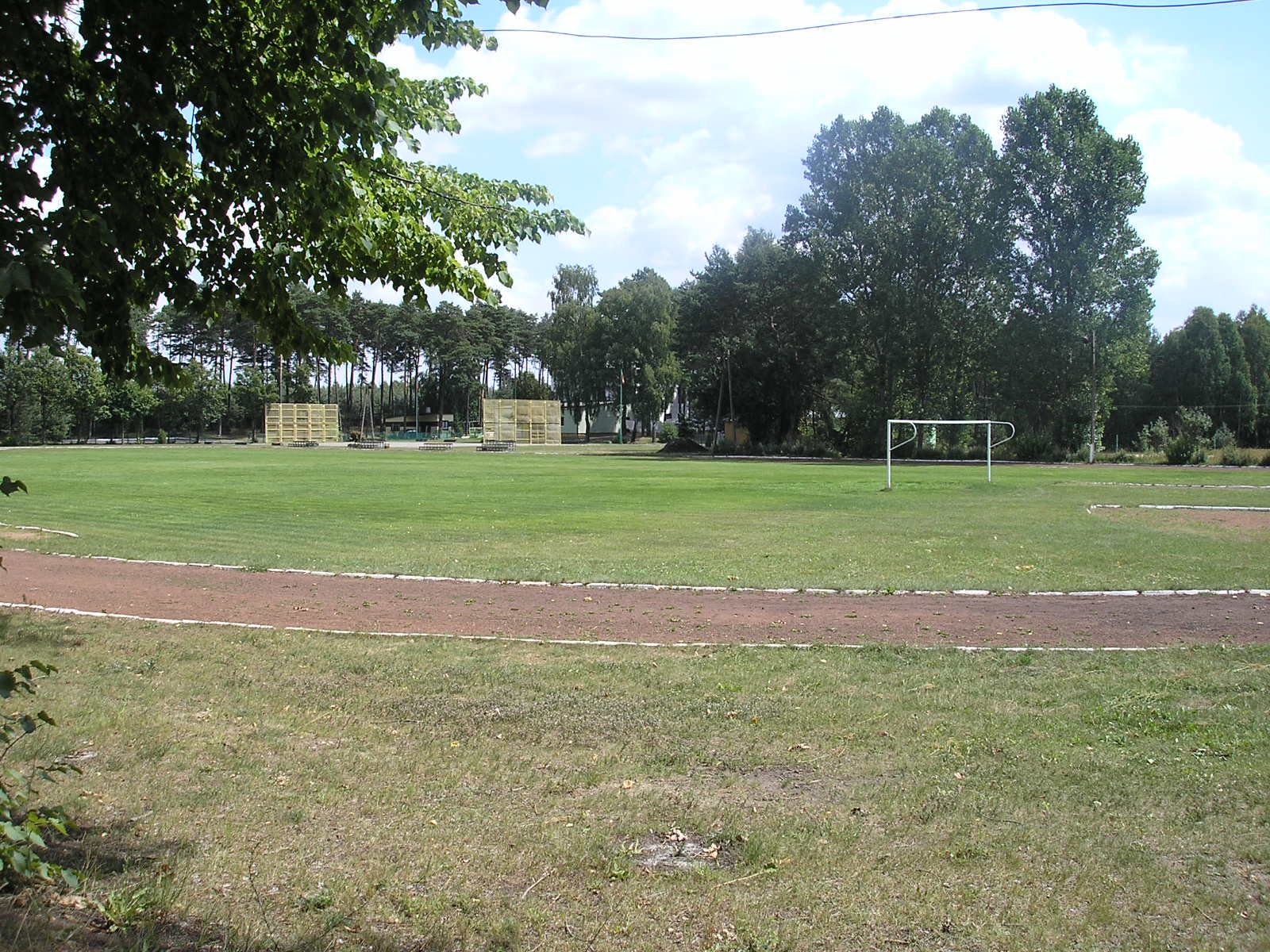
Ośrodek sportowy (boisko)
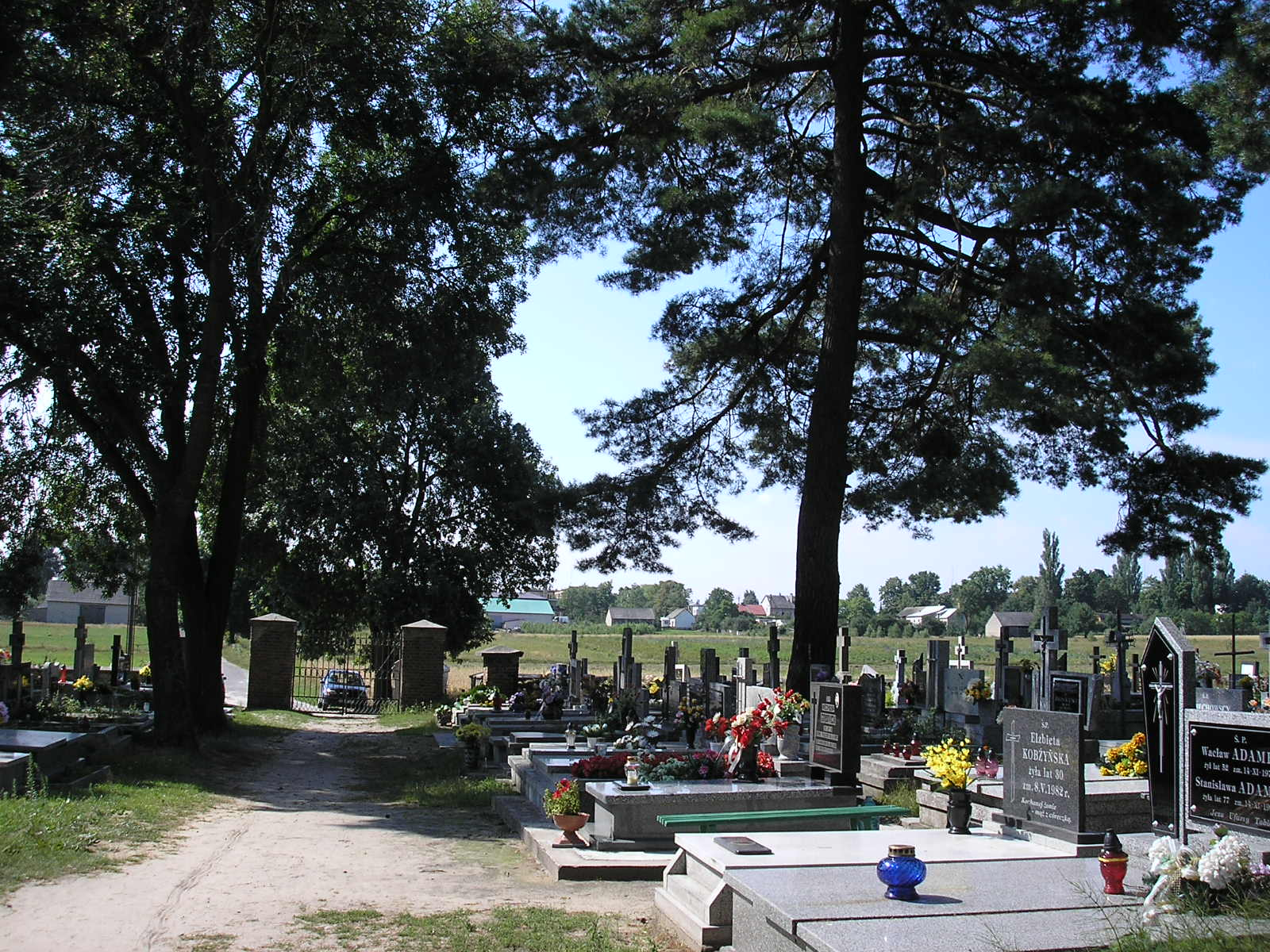
Cmentarz
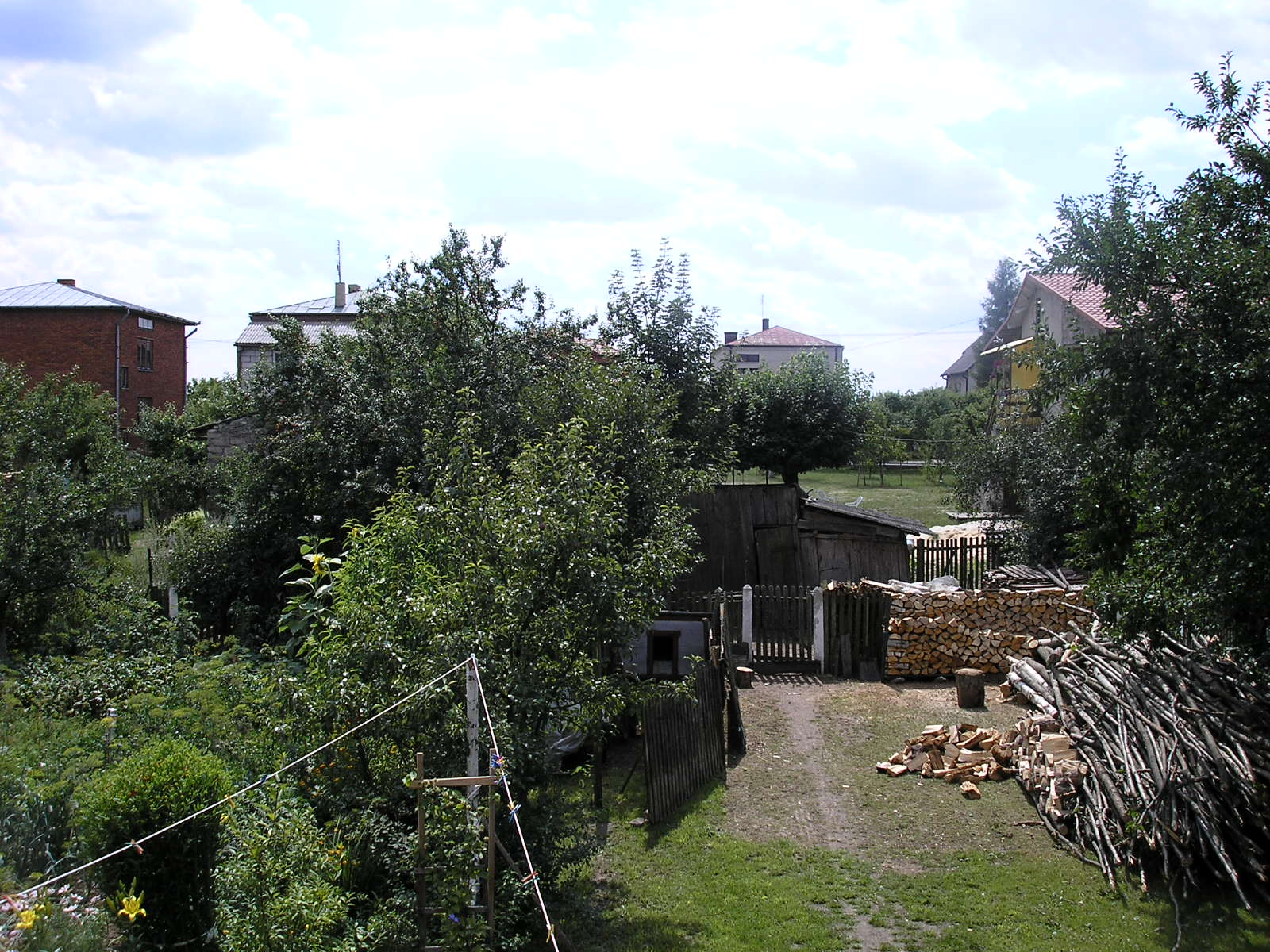
Jedno z podwórek gospodarstw wiejskich
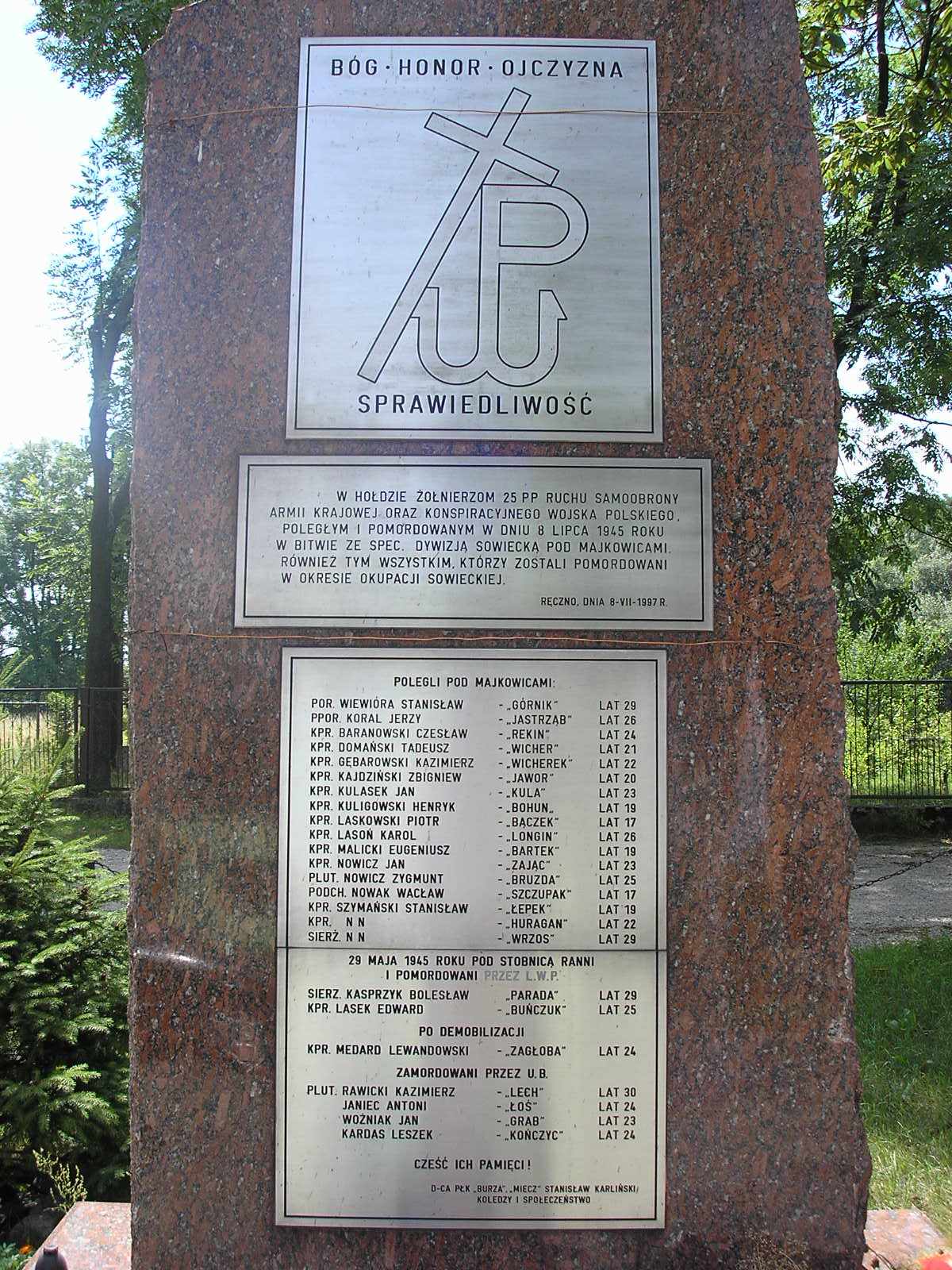
Pomnik Powstańców AK